# Listă de basme românești
Această listă cuprinde titluri de basme românești.

## A
- „Aflatul”, de Ioan Pop-Reteganul
- „Alb Împărat și nepoții lui cu părul de aur”
- „Aleodor împărat”, cules de Petre Ispirescu
- „Aripa-Frumoasă”, de Ion Pop-Reteganul
- „Azima mergătoare”, de Ion Pop-Reteganul

## B
- „Băiatul care vorbea cu florile”, de Petre Crăciun
- „Balaurul cel cu șapte capete”
- „Basmul cu Soarele și Luna” de Candrea, Densusianu, Speranția
- „Broasca țestoasă cea fermecată”
- „Băiatul cel bubos și ghigorțul”

## C
- „Călin Nebunul”, de Mihai Eminescu
- „Călătorie în spicul de grâu”, de Petre Crăciun
- „Cămașa fermecată”, de Petre Crăciun
- „Câmpan Verde și Frumos”
- „Cei trei frați împărați”
- „Cele douăsprezece fete de împărat și palatul cel fermecat”
- „Cele trei rodii aurite”, cules de Petre Ispirescu
- „Ciobănașul cel isteț sau țurloaiele blendei”
- „Copiii văduvului și iepurele, vulpea, lupul și ursul”
- „Cotocilă Împărat, ban mârtan”
- „Cotoșman năzdrăvanu”
- „Crăiasa zânelor”, de Ion Pop-Reteganul
- „Crâncu, vânătorul codrului”, de Ion Pop-Reteganul
- „Cu Petrea Făt-Frumos, șteblă de busuioc, născut la miezul nopții”, de Ovidiu Bîrlea

## D
- „Dănilă Prepeleac” de Ion Creangă
- „Departe, departe”
- „Din purcar, călugăr”
- „Dochia” (Dimitrie Bolintineanu)

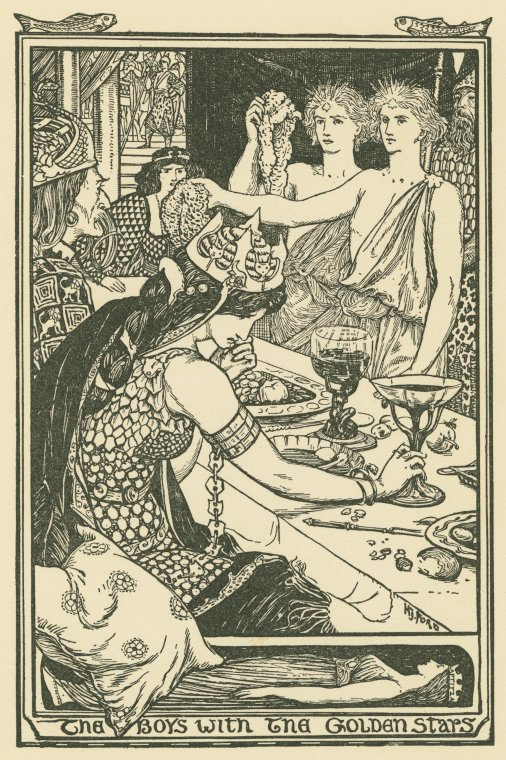
Doi feți cu stea în frunte

- „Doi feți cu stea în frunte”, de Ioan Slavici
- „Două oale”, de Petre Crăciun
- „Drăgan Cenușă”, de Ovidiu Bîrlea
- „Dreptatea și Strâmbătatea”, de Ion Pop-Reteganul
- „Drumul curcubeului”, de Petre Crăciun

## F
- „Fata babei și fata moșneagului” de Ion Creangă
- „Fata cu pieze rele”
- „Fata cea frumoasă și fântâna cu apă tulbure”, de Petre Crăciun
- „Fata cea urâtă și omul cel nătâng”, de Petre Crăciun
- „Fata de împărat și fiul văduvei”
- „Fata moșului cea cu minte”
- „Fata săracului cea isteață”
- „Florița din codru”
- „Făt-Frumos” (Bolintineanu)
- „Făt-Frumos cel rătăcit”
- „Făt-Frumos cu carâta de sticlă”
- „Făt-Frumos cu părul de aur” de I. C. Fundescu
- „Făt-Frumos din lacrimă” de Mihai Eminescu
- „Făt-Frumos cu Moț-în-Frunte”
- „Făt-Frumos și Fata Crivățului” de Gheorghe Dem Teodorescu
- „Făt-Frumos Ursu”
- „Făt-Frumos zălogit”, de Ion Pop-Reteganul
- „Feciorul de împărat cel cu noroc la vânat”, de A. I. Odobescu
- „Floarea înțelepciunii și Iarba puterii”, de Petre Crăciun

## G

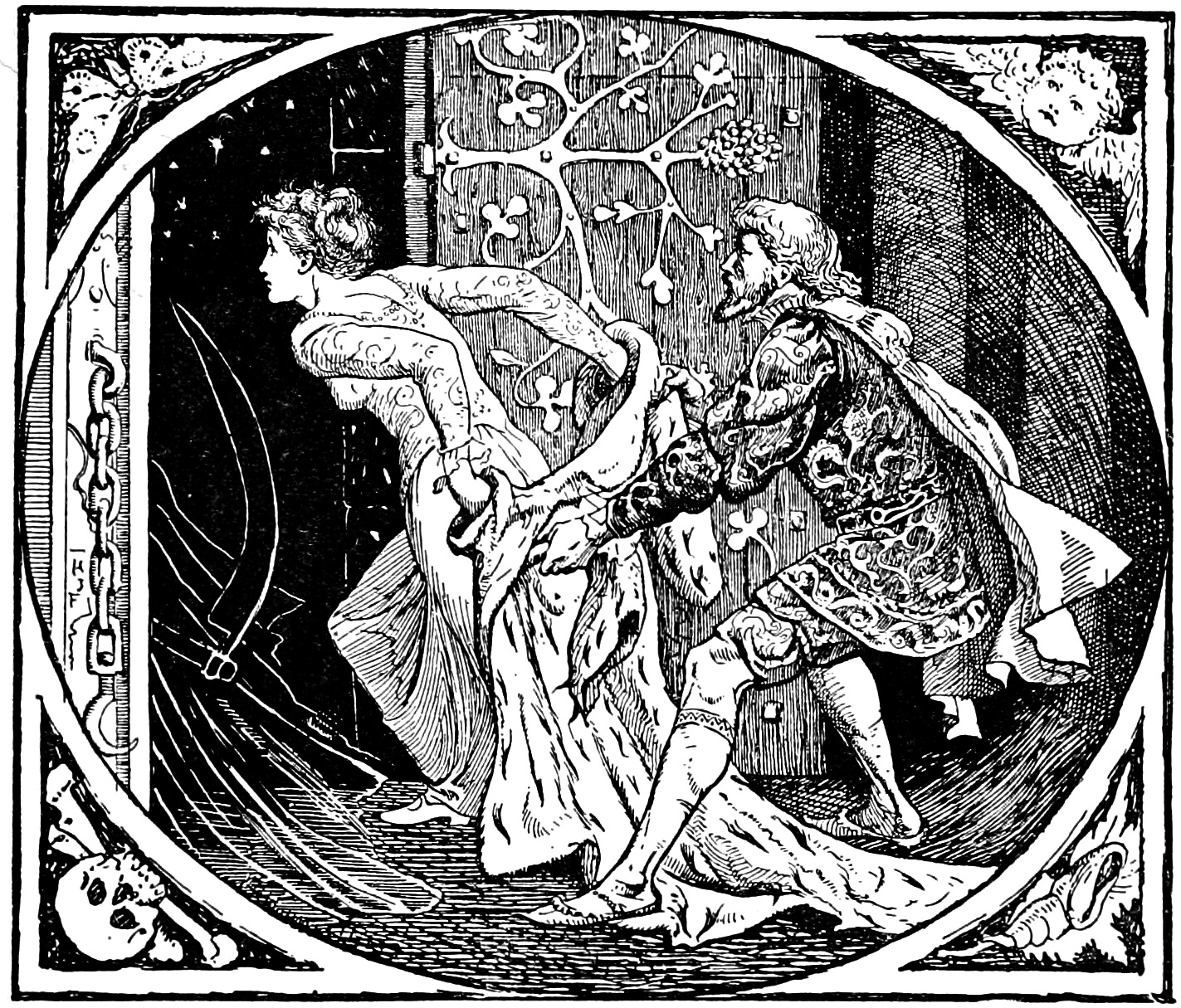
Glasul morții

- „Ganul Țiganului”, de Ion Pop-Reteganul
- „Găinăreasa”
- „George cel viteaz”
- „Glasul morții” cules de Petre Ispirescu
- „Grădina ascunsă”, de Petre Crăciun
- „Greuceanu” cules de Petre Ispirescu

## H
- „Hoțu împărat”
- „Povestea lui Harap Alb” de Ion Creangă

## I
- „Ileana-Cosânzeana, din cosiță floarea-i cântă, nouă-mpărați ascultă”, de Miron Pompiliu
- „Ileana cea șireată”, de Ioan Slavici
- „Ileana Simziana”, de Petre Ispirescu
- „Ivan Turbincă”, de Ion Creangă

## Î
- „Împăratul cel Bătrân și mărul cu poame fermecate”, de Petre Crăciun
- „Împărătița pisică”
- „Împărăția femeilor leneșe”, de Petre Crăciun
- „Înșir-te mărgărite”
- „Împărat în Țară străină”, de Petre Crăciun

## J
- „Jupân Rănică Vulpoiul” de A. I. Odobescu

## L
- „Luceafărul de ziuă și luceafărul de noapte”
- „Lupul cel năzdrăvan și Făt-Frumos”

## M

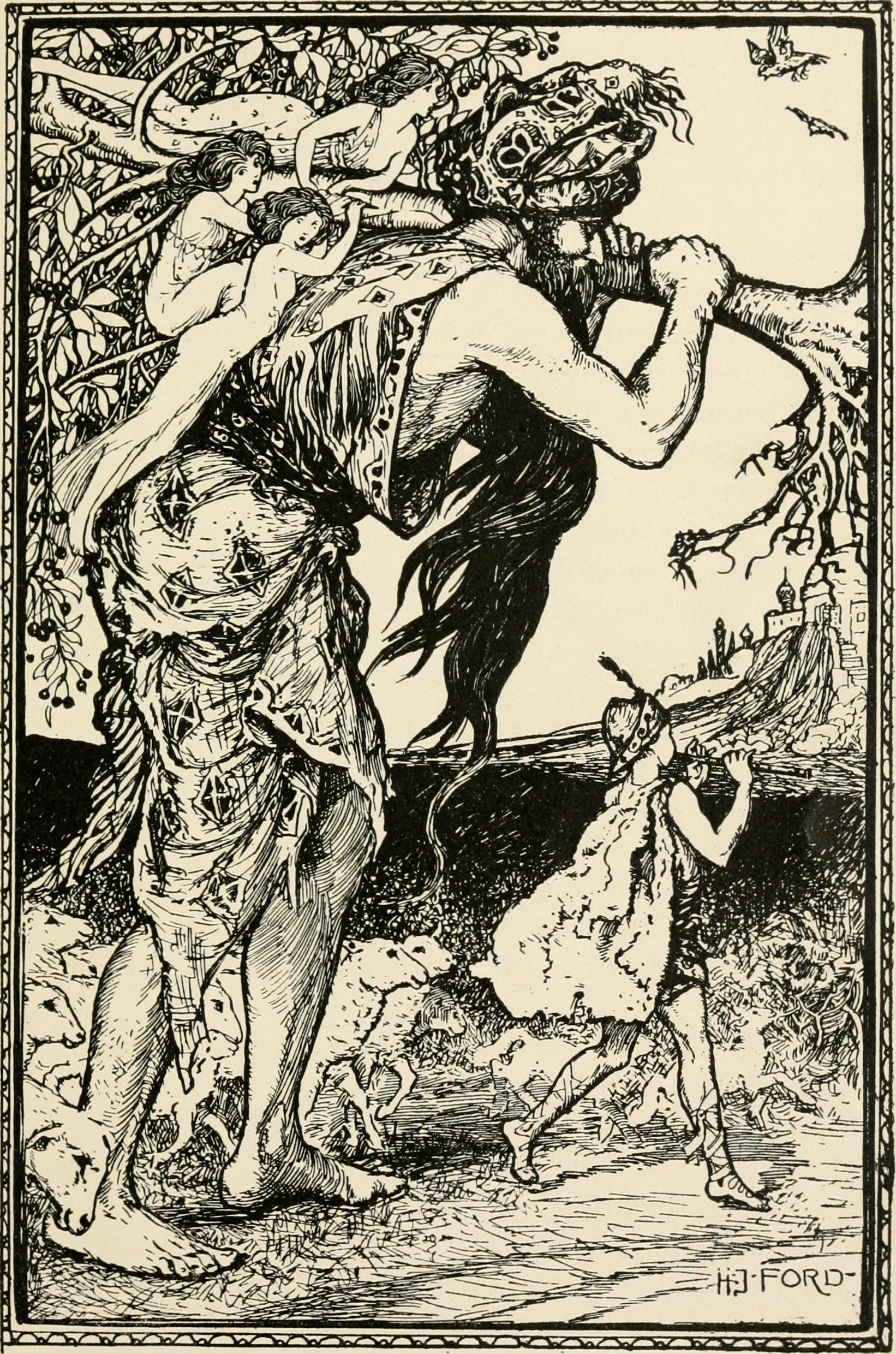
Mogârzea și fiul său

- ”Măr și Păr” de Ion Pop-Reteganul
- „Mihnea și baba”
- „Mogârzea și fiul său”

## N
- „Neghiniță” de Barbu Delavrancea
- „Norocul dracului”
- „Numai cu vitele se scoate sărăcia din casă”

## O
- „O noapte la morminte”
- „Oglinda fermecată” de Arthur și Albert Schott
- „Omul de piatră” de Nicolae Filimon
- „Omul de flori cu barbă de mătasă sau povestea lui Făt-Frumos” de Nicolae Filimon
- „Omul care schimba anotimpurile”, de Petre Crăciun
- „Omul-Ceață, prietenul Măriei Sale”, de Petre Crăciun

## P
- „Păcală-judecător”
- „Palatul de cleștar”

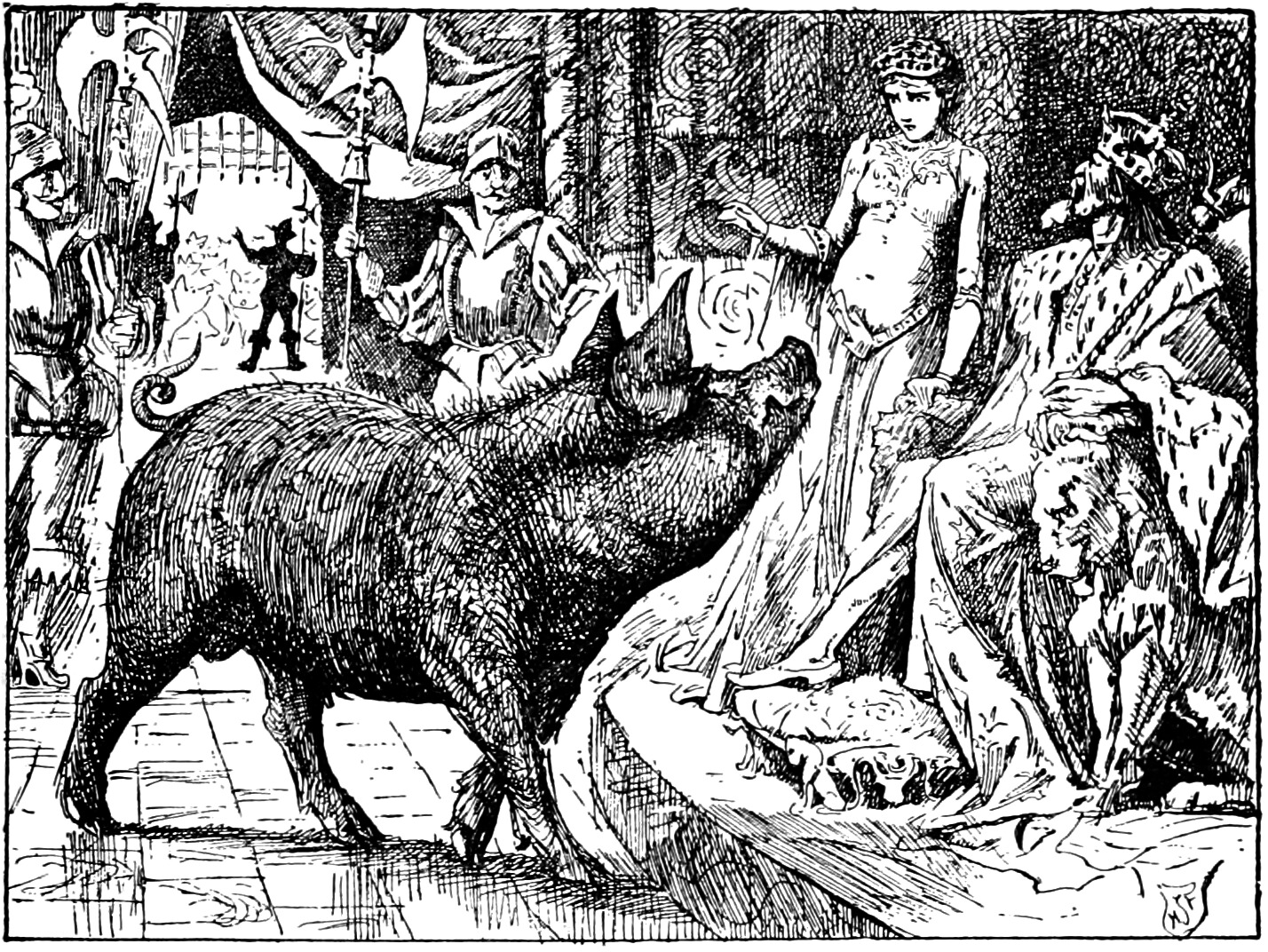
Porcul cel fermecat

- „Pasărea măiastră” cules de Petre Ispirescu
- „Petre pescarul”, de Petre Crăciun
- „Petru Cenușă”
- „Pipăruș-Voinicul”
- „Porcul cel fermecat”
- „Poveste” (Delavrancea)
- „Poveste țărănească”
- „Povestea cu băiatul de împărat și cei doisprezece zmei”
- „Povestea cu ciobanul care știe limba animalelor”
- „Povestea cu Divizion, craiul șerpilor”
- „Povestea cu feciorul de împărat și camera cu visuri”
- „Povestea cu Florea Florilor”
- „Povestea cu măr moramăr și păsărica a ciută”
- „Povestea cu Munții Vineți”
- „Povestea cu soldatul și amnarul fermecat”
- „Povestea cu șoarecele și ghinda”
- „Povestea cu taurul Bornea”
- „Povestea cu un pescar”
- „Povestea cu Văr-Viteaz”
- „Povestea cu vulpea și stupul de miere”
- „Povestea lui Abrud”
- „Povestea lui Harap-Alb” de Ion Creangă
- „Povestea lui Stan Pățitul” de Ion Creangă
- „Povestea porcului” de Ion Creangă
- „Povestea balaurului beteag”, de Petre Crăciun
- „Povestea lupului năzdrăvan și a Ilenei Cosînzene”, de Alexandru Vasiliu
- „Prâslea cel voinic și merele de aur”
- „Punguța cu doi bani” de Ion Creangă

## R
- „Rodul tainic”
- „Roman Năzdrăvan” de Nicolae Filimon

## S
- „Sarea în bucate”

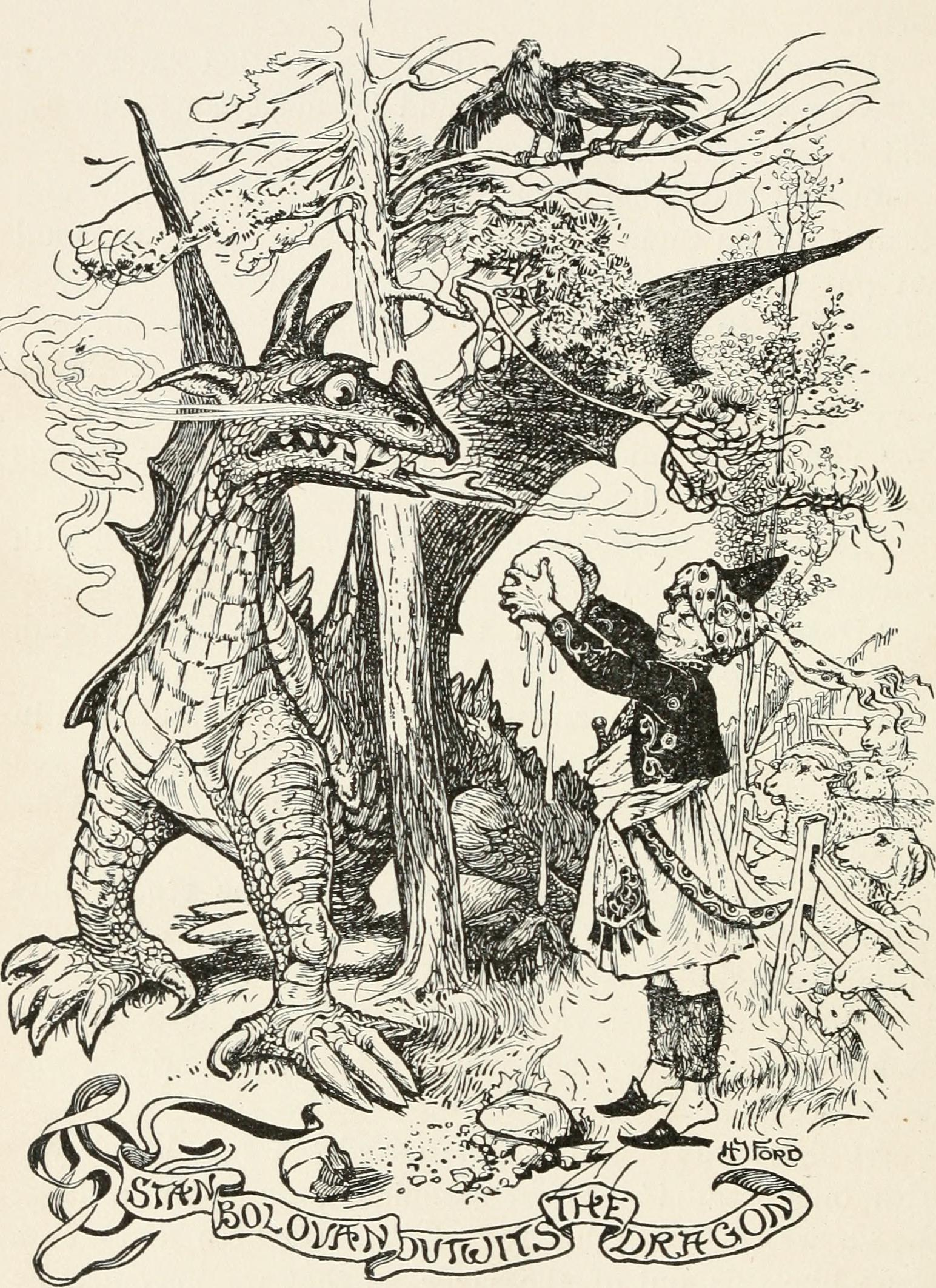
Stan Bolovan

- „Scorpia Pământului”, de Angela Dumitrescu-Begu
- „Sfânta Vineri” de I.C.Fundescu
- „Soacra cu trei nurori” de Ion Creangă
- „Sora Crivățului” de I.C.Fundescu
- „Spaima zmeilor”
- „Spancioc, spaima zmeilor”
- „Stan Bolovan”

## Ș
- „Și comoara e bună la ceva”

## T
- „Tei legănat”
- „Tinerețe fără bătrânețe și viață fără de moarte”
- „Trandafirul de aur”

## Ț
- „Țugulea, fiul unchiașului și al mătușei”
- „Țara Adevărului și Împăratul Minciună”, de Petre Crăciun
- „Țara unde oamenii nu visau niciodată”, de Petre Crăciun
- „Țara scriitorilor de noroc”, de Petre Crăciun

## U
- „Un ochi râde, unul plânge”
- „Ursul păcălit de vulpe”

## V
- „Voinic de Plumb”
- „Voinicel și Vrăjitoarea cea Albă”, de Petre Crăciun
- „Voinicul cel cu cartea în mână născut”
- „Voinicul cel fără de tată”
- „Vulpea și vulturoaica”

## Z
- „Zâna apelor” de Ion Pop-Reteganul
- „Zâna Zorilor”
- „Zâna munților” cules de Petre Ispirescu
- „Zâna zânelor”
- „Zina-Doamna”

## Basme aromâne
- „Berbecul de aur”
- „Birbicușa”
- „Căciula, punga și trâmbița”
- „Căprina”
- „Curcubeta”"
- „Dafina”
- „Fata moșului cea înțeleaptă”
- „Fiul săracului și fiul bogatului”
- „Lacul din Gramoste”
- „Legenda cârtiței”
- „Mintea și Norocul”
- „Piatra fermecată”
- „Picurărușul”
- „Povestea celor trei mincinoși”
- „Somnul, Șobolanul și Gândacul”
- „Tana-Căpitana”
- „Țila”
- Ion Ruse - ”Iță-Perpiliță și frumoasa pământului” (după un motiv folcloric aromân)

## Basme istroromâne
- „Daurita”
- „Moșneagul și ciobotarul”

## Basme meglenoromâne
- „Balaurul cu șapte capete”
- „O poveste cu un morar spân”
- „Povestea lui Nita Lăudărosul”

## Vezi și
- Ion Pop-Reteganul
- Listă de basme
- Basmele românilor